# Tipas
Tipas (též Cazadero) je vulkanický komplex nacházející se v severozápadní části Argentiny v provincii Salta, asi 10 km jižně od stratovulkánu Ojos del Salado. Komplex se skládá z více kráterů, struskových kuželů, lávových dómů a proudů, pokrývajících plochu asi 25 km2. Doba poslední erupce není doložena, ale několik sopečných produkty a forem vykazují poměrně nedávnou erupci.